# Kuiftinamoe
De kuiftinamoe (Eudromia elegans) is een vogel behorende tot de orde tinamoes.

## Kenmerken
De kuiftinamoe kan men heel makkelijk herkennen aan de lange, naar voren gebogen kuif. Ze zijn licht- tot donkerbruin met zwarte stippen en strepen. Er zijn witte dwarsbandjes op de vleugels zichtbaar en achter en onder het oog loopt een lichte streep. Beide geslachten hebben eenzelfde, bruin verenkleed. Ze worden 37 tot 41 cm hoog en wegen 400 tot 800 gram.

## Leefwijze
Hun voedsel bestaat uit zaden en insecten.

## Verspreiding en leefgebied
Kuiftinamoes zijn vrij schuwe vogels die in kleine tot middelgrote groepen in bosachtige en grazige gebieden leven. Plaatselijk zijn het algemene standvogels in Chili en Argentinië.
De soort telt tien ondersoorten:
- E. e. intermedia: noordwestelijk Argentinië.
- E. e. magnistriata: het noordelijke deel van Centraal-Argentinië.
- E. e. riojana: het westelijk deel van Centraal-Argentinië.
- E. e. albida: het westelijk deel van Centraal-Argentinië.
- E. e. wetmorei: westelijk Argentinië.
- E. e. numida: Centraal-Argentinië.
- E. e. elegans: het zuidelijke deel van Centraal-Argentinië.
- E. e. multiguttata: het oostelijke deel van Centraal-Argentinië.
- E. e. devia: zuidwestelijk Argentinië.
- E. e. patagonica: zuidelijk Chili en zuidelijk Argentinië.

## Afbeeldingen

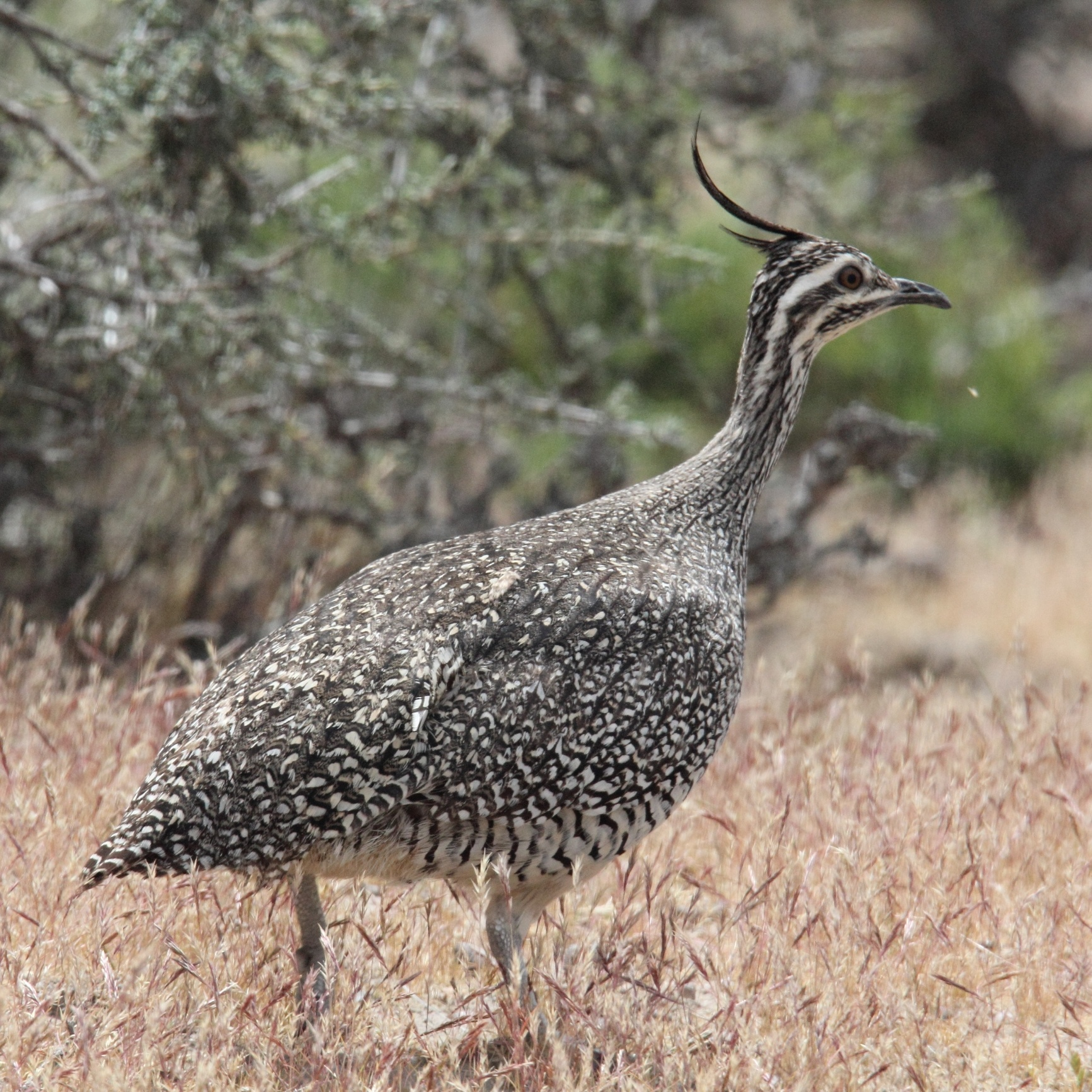